# Sieboldius albardae
Sieboldius albardae là loài chuồn chuồn trong họ Gomphidae. Loài này được Selys mô tả khoa học đầu tiên năm 1886.

## Hình ảnh

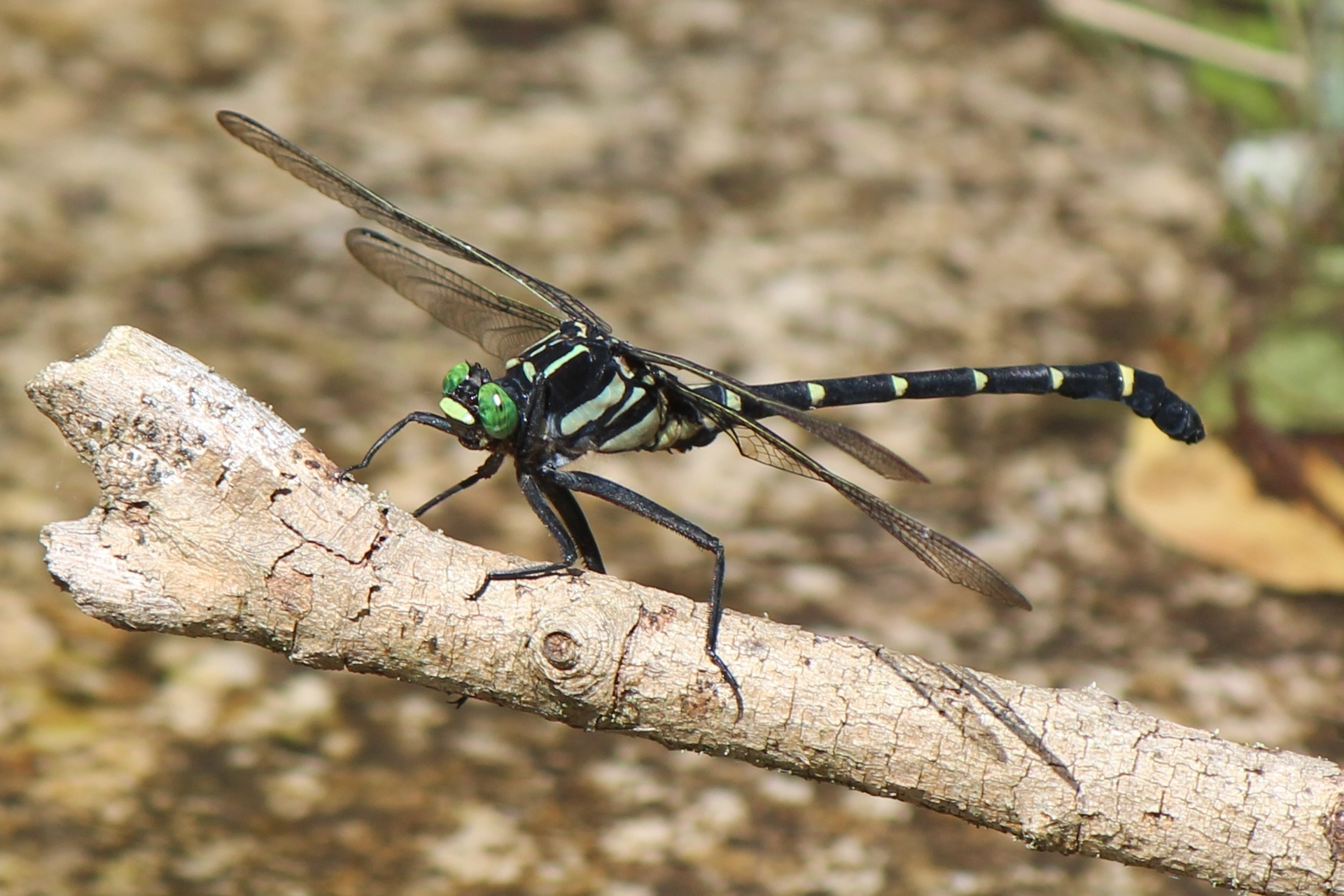
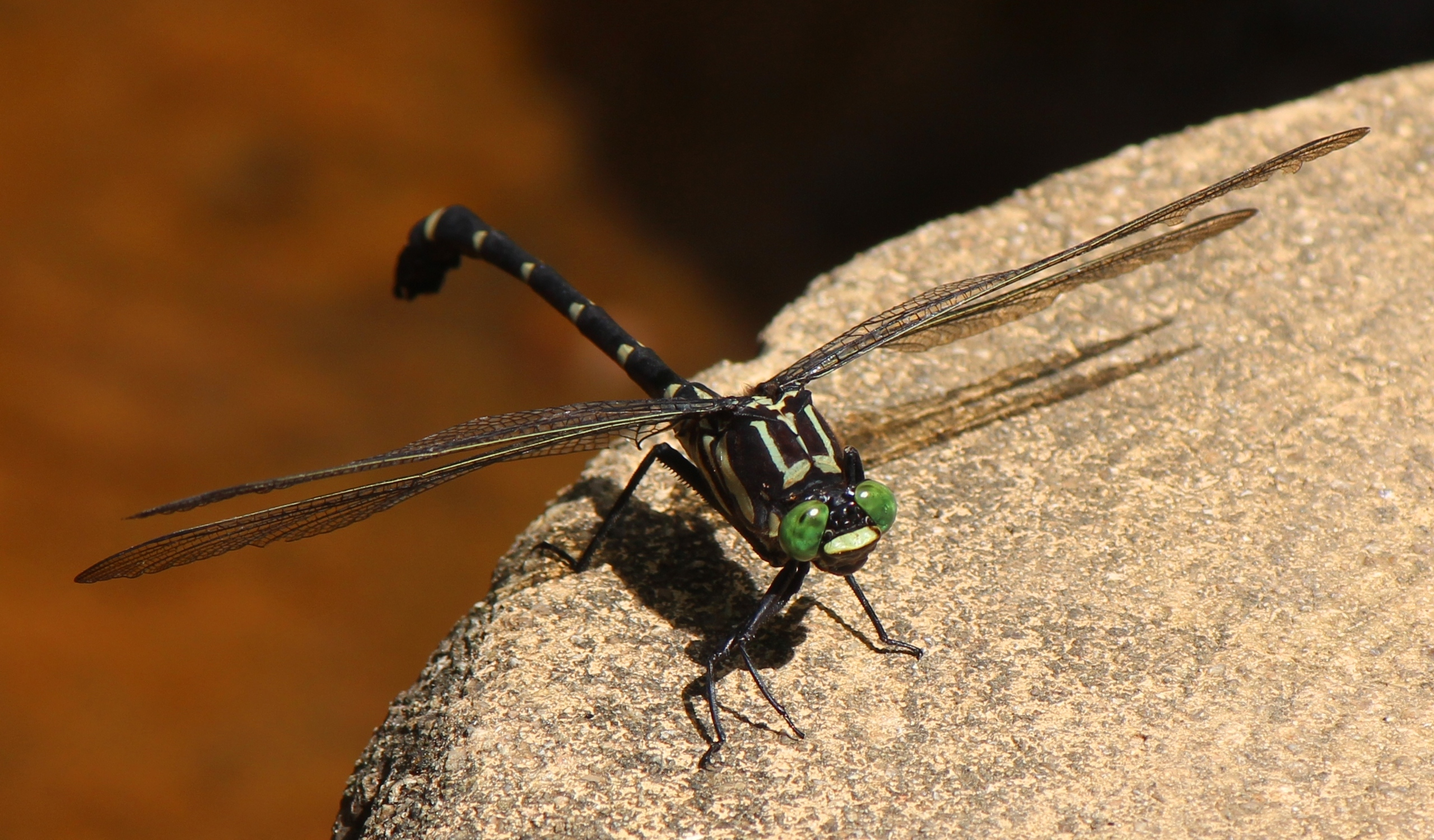
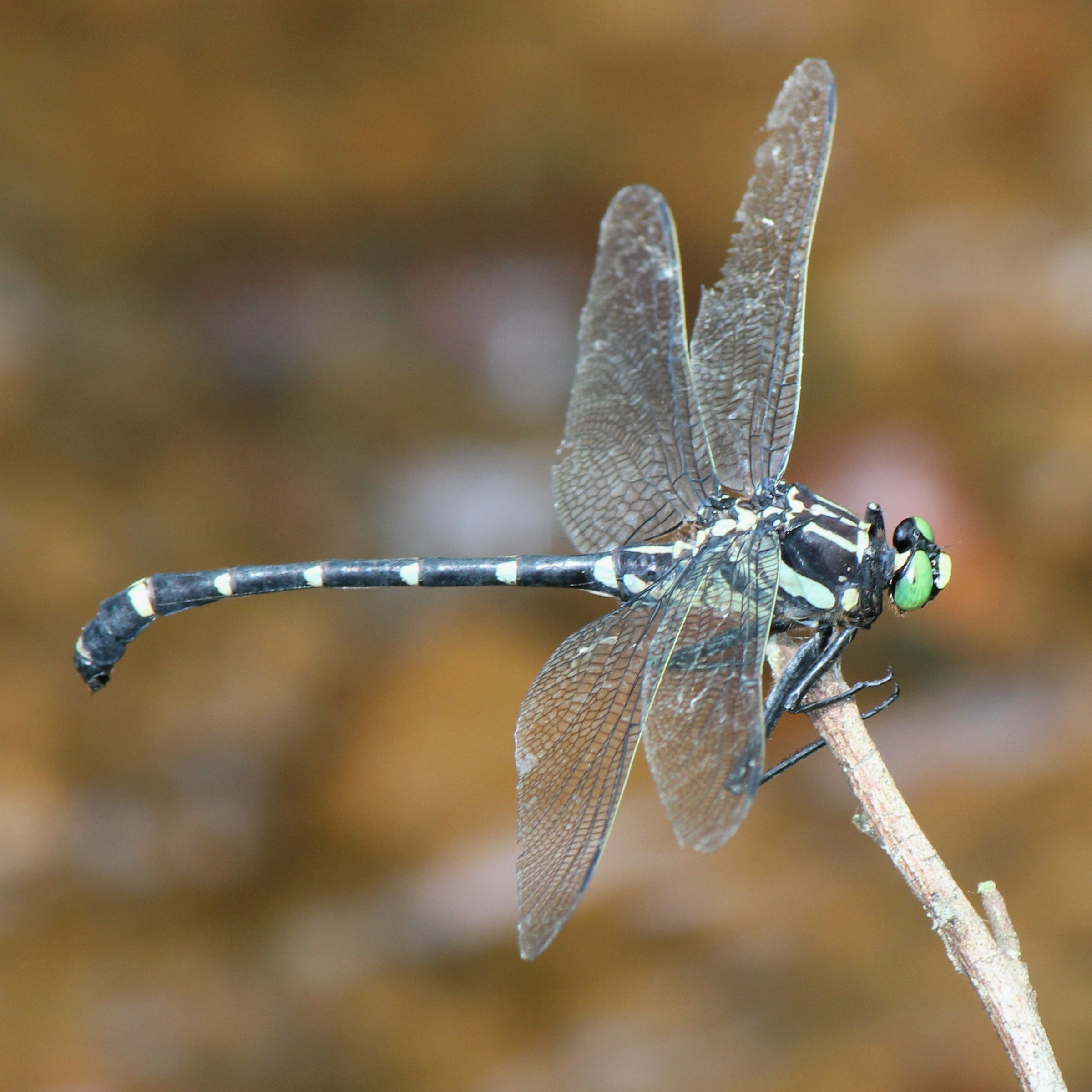
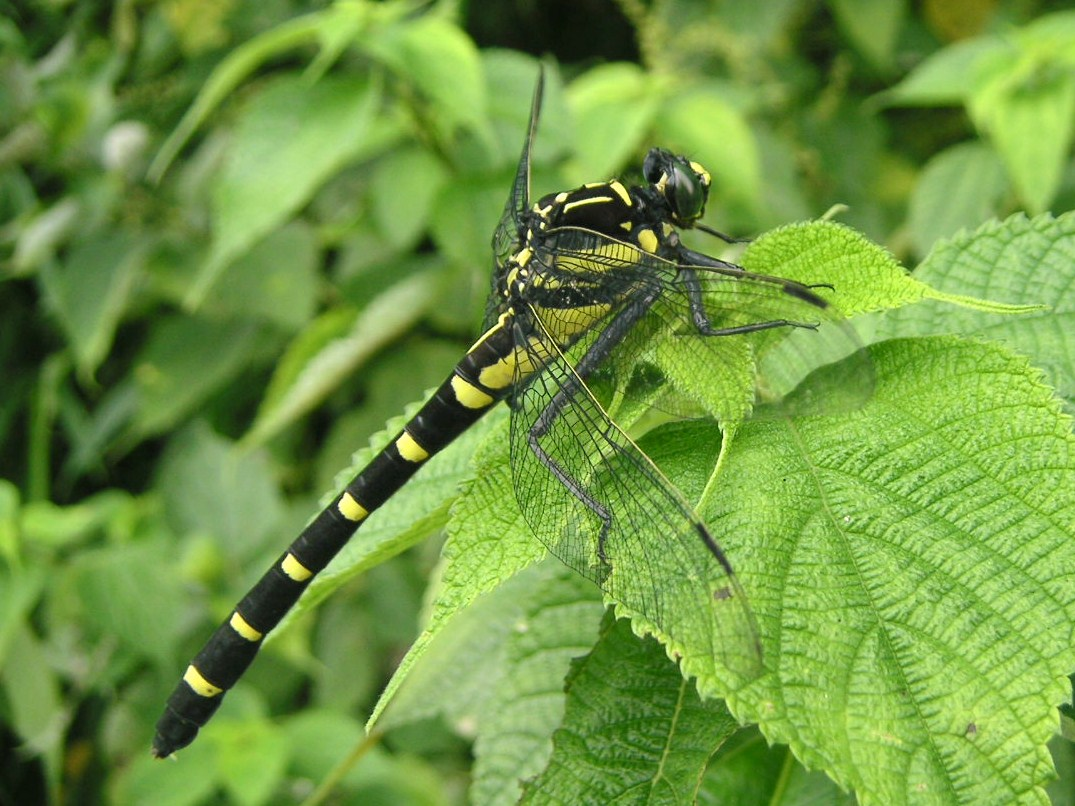